# 다카하시 잇세이 (축구 선수)
다카하시 잇세이(일본어: 髙橋 壱晟, 1998년 4월 20일~)는 일본의 축구 선수이다.

## 구단 경력
그는 2017년 J2리그의 제프 유나이티드 지바에 입단했다. 2018년부터 2019년까지 레노파 야마구치 FC와 몬테디오 야마가타에서 뛰었다. 2020년 제프 유나이티드 지바로 복귀했다.